# Pechipogo
Pechipogo is een geslacht van vlinders uit de familie van de spinneruilen (Erebidae) en de onderfamilie Herminiinae.

## Soorten
- Pechipogo plumigeralis (Hübner, 1825) - gepluimde snuituil
- Pechipogo simplicicornis (Zerny, 1935)
- Pechipogo strigilata (Linnaeus, 1758) - baardsnuituil